# Monachometra patula
Monachometra patula is een haarster uit de familie Charitometridae.
De wetenschappelijke naam van de soort werd in 1888 gepubliceerd door Philip Herbert Carpenter.